# Kīlauea
Kīlauea (/kiːlaʊˈeɪ.ə/; tiếng Hawaii: [ˈkiːlɔuˈwɛjə]) là một núi lửa hình khiên hiện đang hoạt động tại quần đảo Hawaii, và là núi lửa tích cực nhất trong số năm núi lửa tạo nên đảo Hawaiʻi. Kīlauea tọa lạc tại bờ nam của đảo, có tuổi từ 300.000 đến 600.000 và nổi lên trên mặt biển khoảng 100.000 năm trước. Đây là đảo trẻ thứ nhì được tạo ra từ điểm nóng Hawaii và hiện là trung tâm phun trào của chuỗi núi ngầm Hawaii-Emperor.
Núi lửa Kīlauea là một trong những núi lửa có hoạt động liên tục và lâu dài nhất trên thế giới. Đỉnh của Kīlauea thường không có đỉnh núi rộng và phẳng.
Các rãnh dung nham (caldera) của núi lửa giữa mặt đỉnh có tên là Kīlauea Caldera.
Kīlauea có một hệ thống rãnh dung nham phong phú, nơi nó tạo ra những dòng lava chảy ra khỏi đỉnh hoặc các khe nứt ở các khu vực khác trên đồng bằng núi lửa.
Một số rãnh dung nham quan trọng bao gồm Rãnh Dung Nham East Rift và Rãnh Dung Nham Southwest Rift.